# Pali Text Society
Die Pali Text Society (PTS) ist ein 1881 von Thomas William Rhys Davids (1843–1922) in London gegründeter Verein zur wissenschaftlichen Edition und Übersetzung von Texten des buddhistischen Pali-Kanons. Sie war die erste Organisation, die diesen Kanon in großem Maßstab transkribiert und übersetzt hat.
Ab 1882, und nach längerer Unterbrechung seit 1981 wiederbelebt, erscheint in unregelmäßigen Abständen das Journal of the Pali Text Society. 

## Fragile Palm Leaves Foundation
Im Jahr 2001 wurde unter der Schirmherrschaft der Pali Text Society die Fragile Palm Leaves Foundation gegründet. Ziel ist es, das Studium der buddhistischen Literatur Südostasiens zu verbessern. Zu diesem Zweck werden u. a. die noch vorhandenen, traditionell auf Palmblättern niedergeschriebenen, Texte kollektioniert und eingescannt, um sie der Forschung zugänglich zu machen. Der Bestand der vorhandenen Manuskripte und Texte belief sich im Juli 2014 auf 5-10.000.

## Präsidenten der Pāli Text Society
Präsidenten der Pāli Text Society seit ihrer Gründung:
- 1881–1922: Thomas William Rhys Davids (1843–1922) (Gründer)
- 1922–1942: Caroline Augusta Foley Rhys Davids (1857–1942)
- 1942–1950: William Henry Denham Rouse (1863–1950)
- 1950–1958: William Stede (1882–1958)
- 1959–1981: Isaline Blew Horner OBE (1896–1981)
- 1981–1994: Kenneth Roy Norman FBA (1925–2020)
- 1994–2002: Richard Francis Gombrich (1937– )
- 2002–2003: Lance Selwyn Cousins (1942–2015)
- 2003–heute: Rupert Mark Lovell Gethin (1957– )